# باغ کیوشیباریکیو
باغ کیوشیباریکیو یکی از پارک‌های  توکیو پایتخت ژاپن است.

## رسیدن به پارک
- جی آر، خط یامانوته، ایستگاه هاماماتسوچو